# Franky Saenen
Franky Saenen (soms ook Frankie Saenen) is een Belgisch muzikant en bekend als componist en drummer van The Scabs. Hij is samen met Guy Swinnen de enige die de Scabs meemaakte van het begin tot het einde. 
Daarnaast was hij ook actief in De Mens, Wim Punk, The Kids en The Me in You.
Hij schreef ook nummers en muziek voor Bart Van den Bossche, Guy Swinnen, Tex, The Scabs, Walter Grootaers & Mozaiek en Wim Punk & The Mighty Vox. 

## Discografie

### Albums
- Here's to you, Gang (1983) met The Scabs, drums
- For all the wolf calls (1984) met The Scabs, drums
- Rockery (1986) met The Scabs, drums
- Skintight (1988) met The Scabs, drums
- Gangbang + Rockery (1989) met The Scabs, drums
- Royalty in Exile (1990) met The Scabs, drums
- Jumping the tracks (1991) met The Scabs, drums
- Inbetweenies (1993) met The Scabs, drums
- Dog days are over (1993) met The Scabs, drums
- Live Dog (1994) met The Scabs, drums
- Sunset over Wasteland (1995) met The Scabs, drums
- The Singles (2010) (compilatie) met The Scabs, drums
- Ways of a wild heart (2015) met The Scabs, drums en auteur
- Whim Punk (1995) met Wim Punk drums (1 lied op het album)
- De mens (1992) met De Mens, drums
- Flabbergasted! (live at the AB) (2002) met The Kids, drums
- Forgotten clothes (2012), met The Me in You, drums en achtergrondzang

### Singles
- Matchbox Car (1983) met The Scabs, drums
- Crystal Eyes 1987) met The Scabs, drums
- Stay (1988) met The Scabs, drums
- Hard Times (1990) met The Scabs, drums
- Time (1990) met The Scabs, drums
- Don't You Know (1991) met The Scabs, drums
- Robbin' the Liquor Store (1992) met The Scabs, drums
- Nothing On My Radio (1992) met The Scabs, drums
- Can't Call Me Yours (1993) met The Scabs, drums
- She's Jivin' (1993) met The Scabs, drums
- The Party's Over (1993) met The Scabs, drums
- Tommyknockers (1995) met Wim Punk, drums
- Irene (1993) met De Mens, drums
- Jeroen Brouwers (1992) met De Mens, drums
- Dit is mijn huis (1992) met De Mens, drums

## Filmografie
- Aardwolf (1984), regie: Rob Van Eyck
- Istanbul (1985), regie: Marc Didden